# Ansiolític

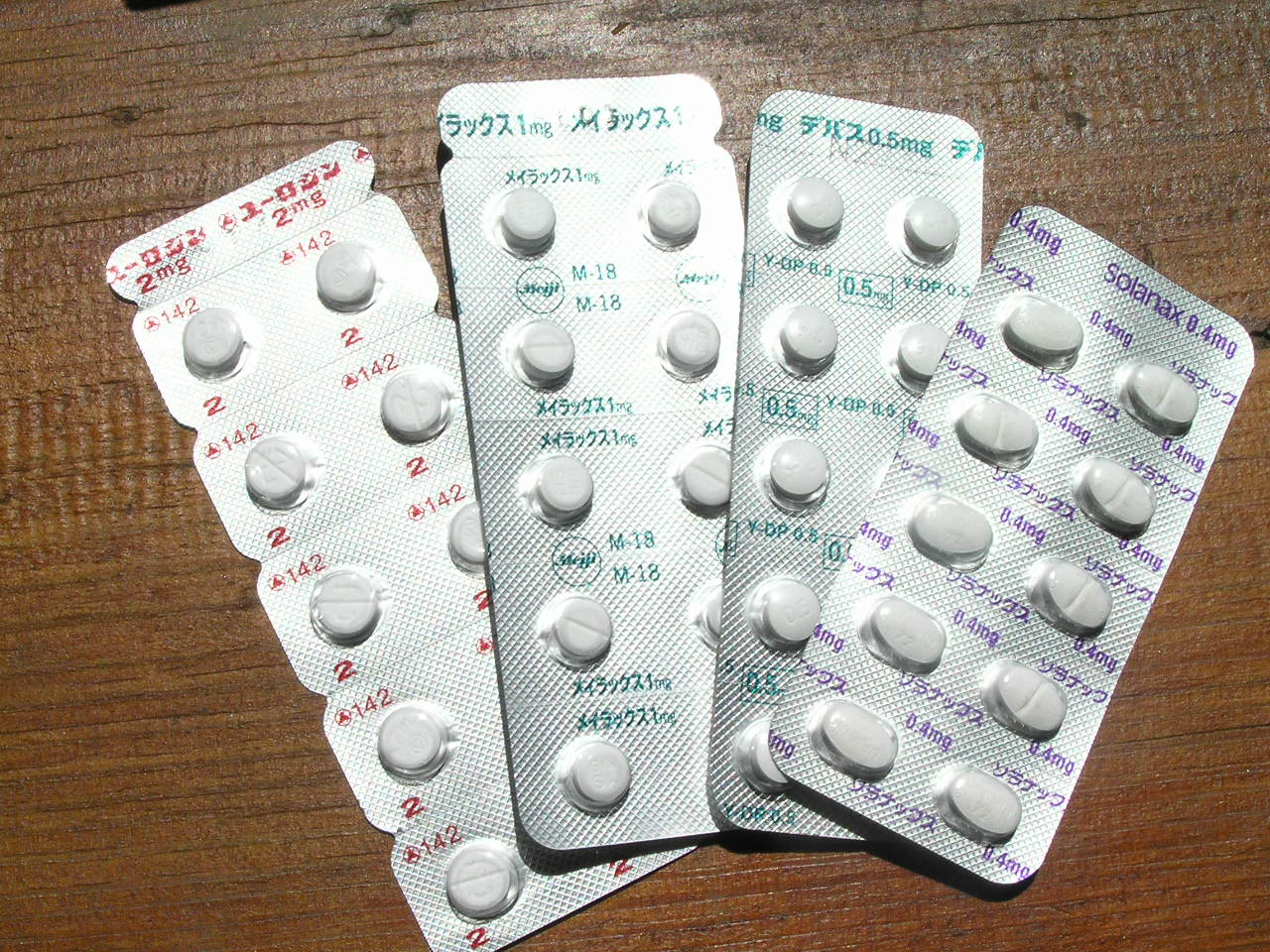
Blíster d'uns ansiolítics.

Un ansiolític (del llatí anxĭus, "angoixat", y del grec λυτικός, "que dissol") és, generalment, un psicofàrmac que redueix els símptomes de l'ansietat. Els ansiolítics s'utilitzen per a tractar els trastorns d'ansietat.

## Tipus d'ansiolítics

### Típics
- Benzodiazepines
- Buspirona, agonista 1A de la serotonina
- Barbitúrics

### Antidepressius
S'ha demostrat que són útils com a ansiolítics alguns antidepressius com:
- Els inhibidors selectius de la recaptació de serotonina o ISRS (com la paroxetina) i
- Els inhibidors selectius de la recaptació de serotonina i noradrenalina o ISRSN (com la venlafaxina i la duloxetina).

### Simpaticolítics
Els blocadors dels receptors beta, un grup d'antihipertensius, com el propranolol i l'atenolol, redueixen l'ansietat disminuint la freqüència cardíaca i evitant les crisis.

## Plantes ansiolítiques
S'atribueix efecte ansiolític a les següents plantes:
- Hypericum perforatum
- el kava kava o Piper methysticum
- Bacopa monnieri
- la camamilla
- la valeriana

S'han vist resultats prometedors de l'ús de la marihuana com a ansiolític als llocs on l'estudi pràctic és possible. Com que es tracta d'una planta controlada en molts països, els estudis resulten difícils de portar a terme.

## Alternatives als medicaments ansiolítics
La psicoteràpia, per exemple la teràpia cognitiva, és sovint eficaç com a complement de la farmacoteràpia o alternativa a la medicació.